# Liste der Baudenkmale in Groß Kreutz (Havel)
In der Liste der Baudenkmale in Groß Kreutz (Havel) sind alle Baudenkmale der brandenburgischen Gemeinde Groß Kreutz (Havel) und ihrer Ortsteile aufgelistet. Grundlage ist die Veröffentlichung der Landesdenkmalliste mit dem Stand vom 31. Dezember 2020. Die Bodendenkmale sind in der Liste der Bodendenkmale in Groß Kreutz (Havel) aufgeführt.

## Baudenkmale in den Ortsteilen
In den Spalten befinden sich folgende Informationen:
- ID-Nr.: Die Nummer wird vom Brandenburgischen Landesamt für Denkmalpflege vergeben. Ein Link hinter der Nummer führt zum Eintrag über das Denkmal in der Denkmaldatenbank. In dieser Spalte kann sich zusätzlich das Wort Wikidata befinden, der entsprechende Link führt zu Angaben zu diesem Denkmal bei Wikidata.
- Lage: die Adresse des Denkmales und die geographischen Koordinaten. Link zu einem Kartenansichtstool, um Koordinaten zu setzen. In der Kartenansicht sind Denkmale ohne Koordinaten mit einem roten beziehungsweise orangen Marker dargestellt und können in der Karte gesetzt werden. Denkmale ohne Bild sind mit einem blauen bzw. roten Marker gekennzeichnet, Denkmale mit Bild mit einem grünen beziehungsweise orangen Marker.
- Bezeichnung: Bezeichnung in den offiziellen Listen des Brandenburgischen Landesamtes für Denkmalpflege. Ein Link hinter der Bezeichnung führt zum Wikipedia-Artikel über das Denkmal.
- Beschreibung: die Beschreibung des Denkmales
- Bild: ein Bild des Denkmales und gegebenenfalls einen Link zu weiteren Fotos des Baudenkmals im Medienarchiv Wikimedia Commons

### Bochow
| ID-Nr.                           | Lage   | Bezeichnung | Beschreibung | Bild           |
| -------------------------------- | ------ | ----------- | --- | -------------- |
| 09190087 Wikidata                | (Lage) | Dorfkirche  | Die Kirche wurde im Stile des Architekten Stüler erbaut. Es ist ein neoromanischer Bau aus Feldsteinen mit Backsteingliederung. Im Inneren befindet sich eine Muldengewölbe und eine Westempore. Die Ausstattung wie Altar, Kanzel und Taufe sind aus der Bauzeit. | weitere Bilder |
| 09191225 Teilobjekt zu: 09190087 | (Lage) | Orgel       | Der Orgelbauer war Gottfried Wilhelm Baer aus Niemegk. Die Orgel wurde 1854 erstellt. | Orgel          |

### Bochow Bruch
| ID-Nr.   | Lage                 | Bezeichnung | Beschreibung | Bild       |
| -------- | -------------------- | ----------- | --- | ---------- |
| 09191063 | Am Wasserturm (Lage) | Wasserturm  | Der Wasserturm wurde um 1924/1925 zur Bewässerung von Obstplantagen erbaut. Der Zugang erfolgte über Steigeisen an der südliche Seite. Der Wasserturm wurde aus rötlichen Ziegeln errichtet und hat eine Höhe von etwa 10 Metern. Diese Bauform von Wassertürmen ist in Brandenburg sehr selten. | Wasserturm |

### Deetz
| ID-Nr.                           | Lage                                                                 | Bezeichnung                                                                     | Beschreibung | Bild                                                                            |
| -------------------------------- | -------------------------------------------------------------------- | ------------------------------------------------------------------------------- | --- | ------------------------------------------------------------------------------- |
| 09190133                         | Alte Dorfstraße, Am Kirchplatz (Lage)                                | Dorfkirche                                                                      | Die evangelische Kirche ist im Ursprung aus dem Mittelalter, wurde aber 1901 umgebaut. Bei diesem Umbau wurde die Kirche nach Osten verlängert dabei wurde Kalkstein aus Rüdersdorf verwendet. Der Westturm wurde dabei aus Backstein im Stil der Neugotik umgebaut und erhöht. Die Ausstattung ist aus der Umbauzeit von 1901/1902. | weitere Bilder                                                                  |
| 09191228 Teilobjekt zu: 09190133 | Alte Dorfstraße, Am Kirchplatz (Lage)                                | Orgel                                                                           | | Orgel                                                                           |
| 09192525 Teilobjekt zu: 09190133 | Alte Dorfstraße, Am Kirchplatz (Lage)                                | Glocke                                                                          | | BW                                                                              |
| 09190720                         | Alte Dorfstraße 2 (Lage)                                             | Schmiedegehöft bestehend aus Wohnhaus, Schmiedewerkstatt und Wirtschaftsgebäude | | Schmiedegehöft bestehend aus Wohnhaus, Schmiedewerkstatt und Wirtschaftsgebäude |
| 09191525 Teilobjekt zu: 09190720 | Alte Dorfstraße 2 (Lage)                                             | Wohnhaus                                                                        | Zweigeschossiger, traufständiger Ziegel-Fachwerkbau mit Krüppelwalmdach. Im Inneren befindet sich eine schwarze Küche. Datiert auf 1751/1800. | Wohnhaus                                                                        |
| 09191526 Teilobjekt zu: 09190720 | Alte Dorfstraße 2 (Lage)                                             | Schmiede                                                                        | Eingeschossiger Ziegelbau mit Walmdach. Eine Schmiede wurde das erste Mal im Jahr 1772 erwähnt. Die dazugehörige Schmiedewerkstatt wurde 1928 erbaut. An der Ecke August-Bebel-Platz liegend. | Schmiede                                                                        |
| 09191527 Teilobjekt zu: 09190720 | Alte Dorfstraße 2 (Lage)                                             | Stall                                                                           | Das Wirtschaftsgebäude ist ein eingeschossiger Ziegelbau mit Satteldach. Erbaut im Jahre 1900. Schließt im Osten an die Schmiede an. | Stall                                                                           |
| 09192572                         | Alte Dorfstraße 18 (Lage)                                            | Wohnhaus und Wirtschaftsgebäude                                                 | Ziegelbau, zweigeschossig, Krüppelwalmdach. Datiert auf 1780/1810 (Umbau 1900). Besonders hervorzuheben (in bauhistorischer Hinsicht) ist die Kelleranlage des Wohnhauses. Stallgebäude (Ziegel, eineinhalbgeschossig) auf linker Hofseite. | Wohnhaus und Wirtschaftsgebäude                                                 |
| 09192573 Teilobjekt zu: 09192572 | Alte Dorfstraße 18 (Lage)                                            | Stall                                                                           | Der Stall befindet sich auf der östlichen Straßenseite. | BW                                                                              |
| 09190711                         | Alter Schmergower Weg / Schmergower Straße / Deetzer Chaussee (Lage) | Transformatorenstation                                                          | Die Transformatorenstation wurde wohl in den 1920er Jahren erbaut. Der Turm wurde aus gelben Sichtziegel erbaut und mit roten Ziegeln gegliedert. Das Dach ist ein Satteldach. Es ist ein Beleg für den Anschluss an das Stromnetz, ohne, durch die Bauweise, als Fremdkörper im Dorf zu wirken. | Transformatorenstation                                                          |
| 09190851                         | Am Kirchplatz 1 (Lage)                                               | Wohnhaus                                                                        | Das Wohnhaus, auch Villa Voigt genannt, ist heute das Heimatmuseum. Es wurde in den 1890er Jahren für die Familie Voigt erbaut, ein Besitzer eines Großbauernhofes und einer Ziegelei. Das Haus ist ein zweigeschossiger Bau mit sechs Achsen und einem Satteldach. Die mittleren Achsen sind risalitähnlich hervorgezogen, diese Achsen sind mit einem Dreiecksgiebel abgeschlossen. Im Giebelfeld befindet sich ein Wappen. Im Hof befinden sich Gebäude, in denen sich heute Wohnungen befinden. | Wohnhaus                                                                        |
| 09191305                         | Am Kirchplatz 5 (Lage)                                               | Pfarrhaus mit Wirtschaftsgebäude, Scheune und Gartenmauer                       | Eingeschossiger Ziegelbau mit Satteldach. Erbaut in Jahren 1876-1879. | Pfarrhaus mit Wirtschaftsgebäude, Scheune und Gartenmauer                       |
| 09191306 Teilobjekt zu: 09191305 | Am Kirchplatz 5 (Lage)                                               | Wirtschaftsgebäude                                                              | Eingeschossiger Ziegelbau mit Satteldach. Erbaut in Jahren 1906-1907. Befindet sich im tiefer gelegenen Garten-Areal. | BW                                                                              |
| 09191307 Teilobjekt zu: 09191305 | Am Kirchplatz 5 (Lage)                                               | Scheune                                                                         | Eingeschossiger Fachwerkbau mit Satteldach. Datiert auf 1901/1910. Im hinteren Teil des Gartens liegend. | BW                                                                              |
| 09191139                         | Große Bergstraße (Lage)                                              | Straße mit Ziegelpflaster, Abschnitt zwischen den Grundstücken Nr. 4 und 20     | | Straße mit Ziegelpflaster, Abschnitt zwischen den Grundstücken Nr. 4 und 20     |
| 09190914                         | (Lage)                                                               | Landstraße mit Ziegelpflasterung zwischen Deetz und Groß Kreutz                 | | Landstraße mit Ziegelpflasterung zwischen Deetz und Groß Kreutz                 |
| 09191650                         | Groß Kreutzer Straße 22 (Lage)                                       | Villa mit Einfriedung, Hofpflasterung und Gartenanlage (Villa Rudolf Neumann)   | Ziegelbau, ein- und zweigeschossig, Mansarddach. Die Villa wurde 1888 errichtet. Die Gartengestaltung erfolgte erst ca. zwei Jahre später. Ihr kommt eine besondere Bedeutung zu. | Villa mit Einfriedung, Hofpflasterung und Gartenanlage (Villa Rudolf Neumann)   |
| 09190739                         | Schmergower Straße 16 (Lage)                                         | Wohnhaus                                                                        | | Wohnhaus                                                                        |

### Götz
| ID-Nr.                           | Lage                        | Bezeichnung                                                                            | Beschreibung | Bild                    |
| -------------------------------- | --------------------------- | -------------------------------------------------------------------------------------- | --- | ----------------------- |
| 09190181 Wikidata                | Götzer Dorfstraße (Lage)    | Dorfkirche                                                                             | Die evangelische Kirche entstand wahrscheinlich im 13. Jahrhundert. In den Jahren 1889/90 wurde die Kirche erheblich umgebaut und zu einer Kreuzkirche erweitert. Gesondert unter Schutz steht die 1862 angefertigte Orgel sowie die kleinste der drei 1921 gegossenen Stahlgussglocken (siehe nachfolgende Tabellenzeilen).                                        | weitere Bilder          |
| 09191235 Teilobjekt zu: 09190181 | Götzer Dorfstraße (Lage)    | Orgel                                                                                  | 1862 von Gottfried Wilhelm Baer aus Niemegk angefertigte Orgel der Götzer Kirche mit zwölf Registern, einem Manual und Pedal. | BW                      |
| 09192531 Teilobjekt zu: 09190181 | Götzer Dorfstraße (Lage)    | Glocke                                                                                 | Kleinste der drei Stahlgussglocken, die 1921 von der Glockengießerei Schilling und Lattermann aus Apolda für die Götzer Kirche gegossen wurden. Die Glocken ersetzten zwei Glocken, die 1775 von Johann Friedrich Thiele aus Berlin gegossen wurden und von denen eine im Ersten Weltkrieg eingeschmolzen wurde. Die Glocke wurde von der Familie Zander gestiftet. | BW                      |
| 09191320                         | Götzer Dorfstraße 37 (Lage) | Schul- und Küsterhaus                                                                  | | Schul- und Küsterhaus   |
| 09190182                         | Götzer Dorfstraße 64 (Lage) | Hofanlage                                                                              | Das Fachwerkhaus wurde in der Zeit von 1790 bis 1810 erbaut. | Hofanlage               |
| 09190753                         | Zum Bahnhof (Lage)          | Bahnhof mit Empfangsgebäude, Nebengebäude, Bahnarbeiterwohnhaus (Nr. 14) und Eiskeller | | weitere Bilder          |
| 09192138 Teilobjekt zu: 09190753 | Zum Bahnhof (Lage)          | Bahnhofsempfangsgebäude                                                                | Zweigeschossiger Ziegelbau mit Satteldach. Giebelseitig je ein Fachwerk-Vorbau mit Ziegelausfachung. | Bahnhofsempfangsgebäude |
| 09192139 Teilobjekt zu: 09190753 | Zum Bahnhof (Lage)          | Toilettenhaus & Stall                                                                  | Nebengebäude: Eingeschossiger Ziegelbau mit Satteldach. T-förmig angelegt. Westlich des Empfangsgebäudes liegend. | Toilettenhaus & Stall   |
| 09192140 Teilobjekt zu: 09190753 | Zum Bahnhof ()              | Eiskeller                                                                              | Ziegel-Tonnengewölbe. Neben dem Nebengebäude befindlich. | ein Bild hochladen      |
| 09192141 Teilobjekt zu: 09190753 | Zum Bahnhof 14 (Lage)       | Wohnhaus                                                                               | Ehem. Bahnarbeiter-Haus: L-förmig angelegter, eingeschossiger Ziegelbau (verputzt) mit Satteldach. | Wohnhaus                |

### Götzer Berge
| ID-Nr.                           | Lage                     | Bezeichnung                                                                                           | Beschreibung | Bild                                                                                                  |
| -------------------------------- | ------------------------ | --- | --- | --- |
| 09191064                         | (Lage)                   | Drehbrücke über den Stichkanal zur Havel, Tonstichlandschaft westlich der Bergstraße                  | Die Drehbrücke wurde Ende des 19. / Anfang des 20. Jahrhunderts erbaut. Es wird die Verbindung von dem Ziegelhafen der Ziegelei Bossdorf und der Havel überquert. Es war die Brücke für eine Lorenbahn, später wurde sie von Fußgänger und Fahrzeuge genutzt. Es ist ein Eisenkonstruktion mit einer Länge von 16 Meter. Die Brücke wurde manuell bedient. | Drehbrücke über den Stichkanal zur Havel, Tonstichlandschaft westlich der Bergstraße                  |
| 09191260                         | Bergstraße 1, 25a (Lage) | Park einer Ziegeleibesitzervilla (Ziegelei Bossdorf) mit Wasserturm, Teichanlage, Grotte und Jagdhaus | | Park einer Ziegeleibesitzervilla (Ziegelei Bossdorf) mit Wasserturm, Teichanlage, Grotte und Jagdhaus |
| 09191262 Teilobjekt zu: 09191260 | Bergstraße 1, 25a ()     | Wasserturm & Gartenpavillon                                                                           | | ein Bild hochladen                                                                                    |
| 09191263 Teilobjekt zu: 09191260 | Bergstraße 1, 25a ()     | Gartengrotte                                                                                          | | Gartengrotte                                                                                          |
| 09191264 Teilobjekt zu: 09191260 | Bergstraße 1, 25a ()     | Teich und Gartenpavillon                                                                              | Der Teich und der Brunnen befinden sich südlich des Wasserturms. | Teich und Gartenpavillon                                                                              |
| 09191265 Teilobjekt zu: 09191260 | Bergstraße 1, 25a (Lage) | Jagdsitz                                                                                              | Der Jagdsitz befindet sich in der nördlichen Ecke der Parkanlage. | Jagdsitz                                                                                              |
| 09190822                         | Bergstraße 6 (Lage)      | Wohnhaus mit Wirtschaftsgebäuden                                                                      | | Wohnhaus mit Wirtschaftsgebäuden                                                                      |
| 09192214 Teilobjekt zu: 09190822 | Bergstraße 6 (Lage)      | Wohnhaus                                                                                              | | BW |
| 09192215 Teilobjekt zu: 09190822 | Bergstraße 6 (Lage)      | Pferdestall                                                                                           | Eineinhalbgeschossiger (gelber) Ziegelbau mit Satteldach. Links vom Wohnhaus, giebelständig zur Straße liegend. | BW |
| 09192216 Teilobjekt zu: 09190822 | Bergstraße 6 (Lage)      | Remise                                                                                                | Eineinhalbgeschossiger (gelber) Ziegelbau mit Satteldach. Den Hof linker Hand abschließend, zurückversetzt vom Wohnhaus. | BW |

### Groß Kreutz
| ID-Nr.                           | Lage                                                                            | Bezeichnung | Beschreibung | Bild                                                          |
| -------------------------------- | ------------------------------------------------------------------------------- | --- | --- | ------------------------------------------------------------- |
| 09190571                         | Am Bahnhof, Bahnhofstraße 3–5 (Lage)                                            | Alter Bahnhof mit: Güterschuppen (Bahnhofstraße 5), Toilettenhäuschen und Neuer Bahnhof mit Güterschuppen (Am Bahnhof), Haus des Bahnhofsvorstehers mit Wirtschaftsgebäude (Bahnhofstraße 3), Bahnmeisterhaus (Bahnhofstraße 4) | Groß Kreutz erhielt etwa 1850 eine Bahnstation an der Bahnstrecke Berlin–Magdeburg. Der alte Bahnhof lag westlich der Bahnhofsstraße. Um 1870 entstand ein neuer, größerer Bahnhof auf der anderen Seite der Straße. Das Gebäude des alten Bahnhofs ist erhalten geblieben. | weitere Bilder                                                |
| 09191932 Teilobjekt zu: 09190571 | Bahnhofstraße 5 (Lage)                                                          | Bahnhofsempfangsgebäude | Es handelt sich um den Alten Bahnhof: Ein- und zweigeschossiger Ziegelbau mit Satteldach. Datiert auf ca. 1852. | Bahnhofsempfangsgebäude                                       |
| 09191933 Teilobjekt zu: 09190571 | Bahnhofstraße 5 (Lage)                                                          | Güterschuppen | Eingeschossiger Fachwerkbau mit Satteldach. Datiert auf ca. 1852. Östlich an das alte Empfangsgebäude anschließend. | Güterschuppen                                                 |
| 09191934 Teilobjekt zu: 09190571 | Bahnhofstraße 5 (Lage)                                                          | Toilettenhaus | Eingeschossiger gelber Ziegelbau mit Satteldach. Datiert auf ca. 1851. Liegt südlich (freistehend) des Alten Bahnhof. | Toilettenhaus                                                 |
| 09191935 Teilobjekt zu: 09190571 | Am Bahnhof (Lage)                                                               | Bahnhofsempfangsgebäude | Es handelt sich um den Neuen Bahnhof: Ein- und zweigeschossiger Ziegelbau mit Walmdach. Datiert auf 1871. | weitere Bilder                                                |
| 09191936 Teilobjekt zu: 09190571 | Am Bahnhof (Lage)                                                               | Güterschuppen | Eingeschossiger Fachwerk-Ziegelbau mit Satteldach. Datiert auf 1910/1920. Östlich an den Neuen Bahnhof anschließend. | Güterschuppen                                                 |
| 09191937 Teilobjekt zu: 09190571 | Bahnhofstraße 3 (Lage)                                                          | Wohnhaus & Dienstgebäude | Zweigeschossiger Ziegelbau mit Satteldach. Datiert auf 1886/1900. | Wohnhaus & Dienstgebäude                                      |
| 09191468 Teilobjekt zu: 09190571 | Bahnhofstraße 3 (Lage)                                                          | Wirtschaftsgebäude | Eingeschossiger Ziegelbau mit Satteldach. Datiert auf 1886/1900. Das Gebäude steht westlich des Wohnhauses Bahnhofstr. 3. | Wirtschaftsgebäude                                            |
| 09191938 Teilobjekt zu: 09190571 | Bahnhofstraße 4 (Lage)                                                          | Wohnhaus | Es handelt sich um das Bahnmeisterhaus: Ein- und zweigeschossiger Ziegelbau mit Satteldach. Datiert auf 1901/1910. | Wohnhaus                                                      |
| 09190204                         | Am Gutshof 1 (Lage)                                                             | Gutshaus mit Hofanlage und Gutspark | | weitere Bilder                                                |
| 09191755 Teilobjekt zu: 09190204 | Am Gutshof 1 (Lage)                                                             | Herrenhaus | | Herrenhaus                                                    |
| 09191756 Teilobjekt zu: 09190204 | Am Gutshof 1 (Lage)                                                             | Gutshof | Hofpflasterung: Feldstein. Östlich an das Herrenhaus anschließend. | Gutshof                                                       |
| 09191758 Teilobjekt zu: 09190204 | Am Gutshof 1 (Lage)                                                             | Speicher | Zweigeschossiger Ziegelbau mit Mansardwalmdach. Datiert auf 1751/1800. | Speicher                                                      |
| 09191759 Teilobjekt zu: 09190204 | Am Gutshof 1 (Lage)                                                             | Scheune | Eingeschossiger Feldstein-Ziegelbau mit Satteldach. Erbaut im Jahr 1845 (Inschrift). Den Gutshof südlich abschließend. | Scheune                                                       |
| 09191760 Teilobjekt zu: 09190204 | Am Gutshof 1 (Lage)                                                             | Stall | Ziegelbau mit Satteldach. Datiert auf 1801/1900. Den Gutshof nach Osten hin begrenzend. | Stall                                                         |
| 09191761 Teilobjekt zu: 09190204 | Am Gutshof 1 (Lage)                                                             | Nebengebäude | Zweigeschossiger Bau, der den Hof nach Westen begrenzt. Datiert auf 1966-1967. | BW                                                            |
| 09191762 Teilobjekt zu: 09190204 | Am Gutshof 1 (Lage)                                                             | Stellmacherei | Eingeschossiger Ziegelbau mit Satteldach. Datiert auf 1701/1800. | Stellmacherei                                                 |
| 09191763 Teilobjekt zu: 09190204 | Am Gutshof 1 (Lage)                                                             | Wirtschaftsgebäude | Zweigeschossiger Feldstein-Ziegelbau mit Satteldach. Datiert auf 1801/1900. An der südöstlichen Ecke der Gutsanlage liegend. | Wirtschaftsgebäude                                            |
| 09191757 Teilobjekt zu: 09190204 | Am Gutshof 1 (Lage)                                                             | Gutspark | Datiert auf nach 1765. | Gutspark                                                      |
| 09190203 Wikidata                | Bahnhofstraße (Lage)                                                            | Dorfkirche | | weitere Bilder                                                |
| 09192533 Teilobjekt zu: 09190203 | Bahnhofstraße (Lage)                                                            | Glocke | | BW                                                            |
| 09191219 Teilobjekt zu: 09190203 | Bahnhofstraße (Lage)                                                            | Orgel | | BW                                                            |
| 09191220 Teilobjekt zu: 09190203 | Bahnhofstraße (Lage)                                                            | Glocke | | BW                                                            |
| 09190205                         | Brandenburger Straße 2, Potsdamer Straße 81, Bochower Straße 27a/28, 28a (Lage) | Gutsarbeiterhäuser und Schäferei | | Gutsarbeiterhäuser und Schäferei                              |
| 09191764 Teilobjekt zu: 09190205 | Brandenburger Straße 2 (Lage)                                                   | Gutsarbeiterhaus | | BW                                                            |
| 09191765 Teilobjekt zu: 09190205 | Potsdamer Straße 81 (Lage)                                                      | Gutsarbeiterhaus | | BW                                                            |
| 09191766 Teilobjekt zu: 09190205 | Bochower Straße 28a (Lage)                                                      | Wohnhaus | | BW                                                            |
| 09191767 Teilobjekt zu: 09190205 | Bochower Straße 27a/28 (Lage)                                                   | Wirtschaftsgebäude | | BW                                                            |
| 09191768 Teilobjekt zu: 09190205 | Brandenburger Straße 1 (Lage)                                                   | Gutsarbeiterhaus | | BW                                                            |
| 09191769 Teilobjekt zu: 09190205 | Potsdamer Straße 82 ()                                                          | Gutsarbeiterhaus | | ein Bild hochladen                                            |
| 09191770 Teilobjekt zu: 09190205 | Potsdamer Straße 84 ()                                                          | Gutsarbeiterhaus | | ein Bild hochladen                                            |
| 09190995                         | Brandenburger Straße 10 (Lage)                                                  | Wohnhaus Dr. Rombrecht (Äußeres und Stahlskelettkonstruktion) | | Wohnhaus Dr. Rombrecht (Äußeres und Stahlskelettkonstruktion) |
| 09191014                         | Lehniner Straße 3 (Lage)                                                        | Kindergarten | | Kindergarten                                                  |

### Jeserig
| ID-Nr.                           | Lage                           | Bezeichnung                                                                                              | Beschreibung | Bild                                                |
| -------------------------------- | ------------------------------ | --- | --- | --------------------------------------------------- |
| 09190224                         | Schulstraße (Lage)             | Dorfkirche mit Kirchhofeinfriedung sowie den Grabdenkmälern für Friederike Ganzer und Christoph Schonert | Die evangelische Kirche stammt wahrscheinlich aus dem 14. Jahrhundert. Im Inneren ein Altaraufsatz aus dem Jahre 1724. Die Kanzel stammt aus der gleichen Zeit.                                                                       | weitere Bilder                                      |
| 09191237 Teilobjekt zu: 09190224 | Schulstraße (Lage)             | Orgel | | BW                                                  |
| 09192534 Teilobjekt zu: 09190224 | Schulstraße (Lage)             | Glocke                                                                                                   | | BW                                                  |
| 09192570 Teilobjekt zu: 09190224 | Schulstraße (Lage)             | Grabmal                                                                                                  | Das Grabmal ist Friederike Luise Albertine [?] Ganzer, geb. Zimmermann († 1809) gewidmet. Das Grabmal wurde aus nicht bekannten Gründen entfernt. Lediglich der Sockel, auf dem es stand, ist noch zu erkennen. (Stand 16. März 2025) | BW                                                  |
| 09192571 Teilobjekt zu: 09190224 | Schulstraße (Lage)             | Grabmal                                                                                                  | Das Grabmal ist Christoph Schonert gewidmet. Es stammt aus dem Jahr 1816 und wurde aus Sandstein angefertigt. | Grabmal                                             |
| 09191020                         | Potsdamer Landstraße 21 (Lage) | Katholische Kirche St. Josef                                                                             | | weitere Bilder                                      |
| 09191065                         | Schulstraße 21/22 (Lage)       | Pfarrhaus                                                                                                | | Pfarrhaus                                           |
| 09191091                         | Schulstraße 27 (Lage)          | Schulgehöft, bestehend aus Schulgebäude und Scheune                                                      | In Jeserig entwickelte sich aus einem Lehnsinhaber des Klosters Lehnin vor 1644 ein Rittergut. In dem zur Schule umgebauten Gebäude erkennt man kaum noch das bis 1945 bestehende Rittergut.                                          | Schulgehöft, bestehend aus Schulgebäude und Scheune |
| 09191092 Teilobjekt zu: 09191091 | Schulstraße 27 (Lage)          | Scheune                                                                                                  | Die Scheune befindet sich westlich der Schule. | Scheune                                             |

### Krielow
| ID-Nr.                           | Lage   | Bezeichnung                            | Beschreibung | Bild                                   |
| -------------------------------- | ------ | -------------------------------------- | --- | -------------------------------------- |
| 09190252                         | (Lage) | Dorfkirche und Kirchhof                | Die verputzte Fachwerkkirche wurde im Jahr 1698 errichtet und in den Jahren 1965 und 1965 erheblich erneuert. Im Innern steht unter anderem eine Kanzel aus der Bauzeit der Kirche. | weitere Bilder                         |
| 09191221 Teilobjekt zu: 09190252 | (Lage) | Orgel                                  | | BW                                     |
| 09191782 Teilobjekt zu: 09190252 | (Lage) | Glocke                                 | Die Glocke stammt aus dem Jahr 1625 | BW                                     |
| 09191222 Teilobjekt zu: 09190252 | (Lage) | Glocke                                 | Die Glocke wurde 1922 gegossen. | BW                                     |
| 09191223 Teilobjekt zu: 09190252 | (Lage) | Kirchhof                               | | Kirchhof                               |
| 09191479 Teilobjekt zu: 09190252 | (Lage) | Grabmal                                | Das Grabmal ist bewidmet Gustav und Beate Wendt. | Grabmal                                |
| 09190573                         | (Lage) | Lilienthal-Denkmal, auf dem Mühlenberg | | Lilienthal-Denkmal, auf dem Mühlenberg |

### Schenkenberg
| ID-Nr.   | Lage                   | Bezeichnung | Beschreibung                                                                                     | Bild        |
| -------- | ---------------------- | ----------- | ------------------------------------------------------------------------------------------------ | ----------- |
| 09190618 | Fliederstraße 3 (Lage) | Grundschule | Schulbetrieb von 1930 bis 2005. Nach 10 Jahren Leerstand 2015 zu Wohnzwecken an Privat verkauft. | Grundschule |

### Schmergow
| ID-Nr.                           | Lage                                 | Bezeichnung          | Beschreibung | Bild           |
| -------------------------------- | ------------------------------------ | -------------------- | --- | -------------- |
| 09190384 Wikidata                | Heuberg, Schmiedegasse (Lage)        | Dorfkirche           | Die Kirche wurde im Jahre 1744 neu erbaut, geht aber auf einen Vorgängerbau aus dem Mittelalter zurück, von dem der Turm erhalten blieb. Der eingezogene Turm ist aus Feldstein erbaut worden, das barocke Schiff ist verputzt. Die Ausstattung im Inneren stammt teilweise aus der Bauzeit wie der Altar und die Empore. Die Orgel wurde 1856 von Carl Ludwig Gesell & Carl Schultze aus Potsdam erbaut. | weitere Bilder |
| 09191205 Teilobjekt zu: 09190384 | (Lage)                               | Orgel                | | BW             |
| 09192551 Teilobjekt zu: 09190384 | (Lage)                               | Glocke               | | BW             |
| 09190679                         | Dorfstraße 52 / Schmiedegasse (Lage) | Schmiede             | Das heutige Schmiedehaus wurde etwa 1905/1910 erbaut. Es ist ein traufständiger, eingeschossiger Bau mit einem Satteldach. Der Schornstein ist nicht mehr vorhanden. | Schmiede       |
| 09190850                         | Steege (Lage)                        | Ziegelpflasterstraße | Die Pflasterung aus Ziegeln wurde wahrscheinlich Ende des 19. oder Anfang des 20. Jahrhunderts erstellt und ist im Wesentlichen erhalten geblieben. Die Ziegel wurden als Läuferverband verlegt, im südlichen Teil liegen die Ziegel in einem Fischgrätmuster. | weitere Bilder |